# Laurentius Svenonis
Laurentius Svenonis, död 1579, var en svensk präst.

## Biografi
Vid reformationens början reste Laurentius Svenonis till Stockholm och blev lärjunge åt Olaus Petri. Därefter sändes han till Norrland för att befrämja den nya kyrkoordningens införande. Laurentius Svenonis blev 1543 kyrkoherde i Säbrå församling. Från 1543 arrenderade han några av kronans indragna kyrkojordar i Säbrå socken. Laurentius Svenonis deltog på landstinget i Bjärtrå socken 29 oktober 1568 och gav tillsammans med de andra pastorerna från Ångermanland trohetsförsäkran åt kung Johan III. Han avled 1579.

### Familj
Laurentius Svenonis gifte sig 1541 med Margareta Engelbertsdotter Janzonia. De fick tillsammans barnen militären Sven Laurentii, kyrkoherden Engelbertus Laurentii (1542–1621) i Luleå stadsförsamling, handlanden Petrus Laurentii, kyrkoherden Johannes Laurentii (1548–1603) i Säbrå församling och några döttrar.